# Lokanja vas
Lokanja vas je naselje v Občini Slovenska Bistrica.